# Europejskie Igrzyska Halowe w Lekkoatletyce 1968 – skok o tyczce mężczyzn
Skok o tyczce mężczyzn – jedna z konkurencji technicznych rozgrywanych podczas lekkoatletycznych europejskich igrzysk halowych w hali Palacio de Deportes w Madrycie. Rozegrano od razu finał 10 marca 1968. Zwyciężył reprezentant NRD Wolfgang Nordwig. Tytułu z poprzednich igrzysk nie bronił Igor Feld ze Związku Radzieckiego.

## Rezultaty
Rozegrano od razu finał, w którym wzięło udział 14 skoczków.
Opracowano na podstawie materiału źródłowego.
| Miejsce | Zawodnik               | Wynik |
| ------- | ---------------------- | ----- |
| 1       | Wolfgang Nordwig       | 5,20  |
| 2       | Hennadij Błyznecow     | 5,10  |
| 3       | Jörg Milack            | 5,00  |
| 4       | Renato Dionisi         | 5,00  |
| 5       | Ignacio Sola           | 5,00  |
| 6       | Kjell Isaksson         | 4,90  |
| 7       | Leszek Butscher        | 4,80  |
| 8       | Mike Bull              | 4,80  |
| 9       | Włodzimierz Sokołowski | 4,80  |
| 10      | Wolfgang Reinhardt     | 4, 70 |
| 11      | Jean-Pierre Colusso    | 4,70  |
| 12      | Werner Duttweiler      | 4,40  |
| 13      | Robert Anders          | 4,40  |
| –       | Rudolf Tomášek         | NM    |